# Cerastium texanum
Cerastium texanum là loài thực vật có hoa thuộc họ Cẩm chướng. Loài này được Britton mô tả khoa học đầu tiên năm 1888.